# Maria Hemelvaartkerk (Andernach)
De Maria Hemelvaartkerk (Duits: Maria Himmelfahrtkirche) of Mariadom of Onze-Lieve-Vrouwekerk is een rooms-katholieke parochiekerk in de Duitse stad Andernach.

## Geschiedenis
Onder de kerk bevinden zich karolingische graven die bewijzen dat er al vroeg een kerk op de plaats stond. Hoe deze kerk er precies uitzag is grotendeels ongewis. Ook van de 11e-eeuwse opvolger is verder weinig bekend. Deze kerk viel in 1198 ten prooi aan de vlammen, nadat Filips van Zwaben de stad op keizer Otto IV veroverde en in brand stak. Op de vrijstaande klokkentoren na werd de oude stadskerk toen voor het grootste deel verwoest.
Op de plaats van de afgebrande kerk werd tot ongeveer het jaar 1220 de huidige Mariakerk als drieschepige galerijbasiliek gebouwd. De vrijstaande klokkentoren die het vuur overleefde werd als de noordoostelijke toren in de nieuwbouw geïntegreerd. Mogelijk was er voor de verwoesting van de kerk reeds een begin gemaakt met de nieuwbouw en dat de werkzaamheden tijdelijk werden onderbroken. Rond 1250 werden de westelijke torens voltooid. 
De Maria kerk was steeds stadskerk en tegelijkertijd bisschopskerk, de kerk mag zich daarom terecht Mariadom laten noemen. De volksmond noemde de kerk ook dikwijls Onze-Lieve-Vrouwekerk.
In de 18e eeuw raakte de kerk danig in verval. Er werd in 1739 een advies opgesteld om de torens en de ingestorte zijschepen af te breken. Zover zou het echter niet komen. Het is aan de betrokken burgers van de stad te danken dat de kerk werd behoed voor gedeeltelijke afbraak, zodat wij tegenwoordig de kerk nog in volle glorie kunnen bewonderen. In de jaren 1740-1742 werd er gewerkt aan het herstel van de kerk. Tot in de 19e eeuw zou de kerk voor een aantal andere nieuw te bouwen kerken deels of geheel model staan, zoals de abdijkerk Maria Laach en de Sint-Annakerk in Neunkirchen.
In het laatste deel van de 19e eeuw werden omvangrijke restauratiewerkzaamheden aan het koor en de provisorische renovaties uit 1740-1742 verricht. Ook werd in de rijk uitgevoerde westelijke gevel het grote roosvenster gereconstrueerd. De kerk herkreeg daarmee zo veel mogelijk het uiterlijk uit het midden van de 13e eeuw terug.
Tijdens de nieuwbouw van het parochiehuis in de onmiddellijke nabijheid van de kerk werden in het jaar 2006 resten van een romeins badhuis uit de 4e eeuw ontdekt. De resten werd in het gebouw geïntegreerd en in 2009 voor het publiek toegankelijk gemaakt. Een deel van de opgravingen kunnen door een glaskoepel voor het parochiehuis worden bezichtigd. 

## Interieur
Het kerkinterieur verrast door hoogte en kleurenrijkdom. Arcades, bogen en koor zijn fraai beschilderd. De zijschepen bezitten eenvoudige kruisgraatgewelven. In het westen bevinden zich de orgelgalerij en de toegangen tot de zijgalerijen die eveneens overdekt worden door kruisgraatgewelven. Het middenschip wordt overdekt door kruisribgewelven. Verder zijn noemenswaardig:
- het keizeraltaar (een geschenk van keizer Frederik III);
- een pestkruis uit de 14e eeuw;
- de uit de abdijkerk van Maria Laach stammende kansel en communiebank met houtsnijwerk van de vier evangelisten;
- een laatromaans doopbekken;
- een figurenrijke grafleggingsgroep van zandsteen (1524);
- een reliëf met de voorstelling van Maria's verscheiden uit de 16e eeuw;
- drie fragmenten van het laatromaanse doksaal met scènes van het Laatste Oordeel, toegeschreven aan de Laacher Samsonmeister (tegenwoordig in het LVR-LandesMuseum Bonn).

## Afbeeldingen interieur

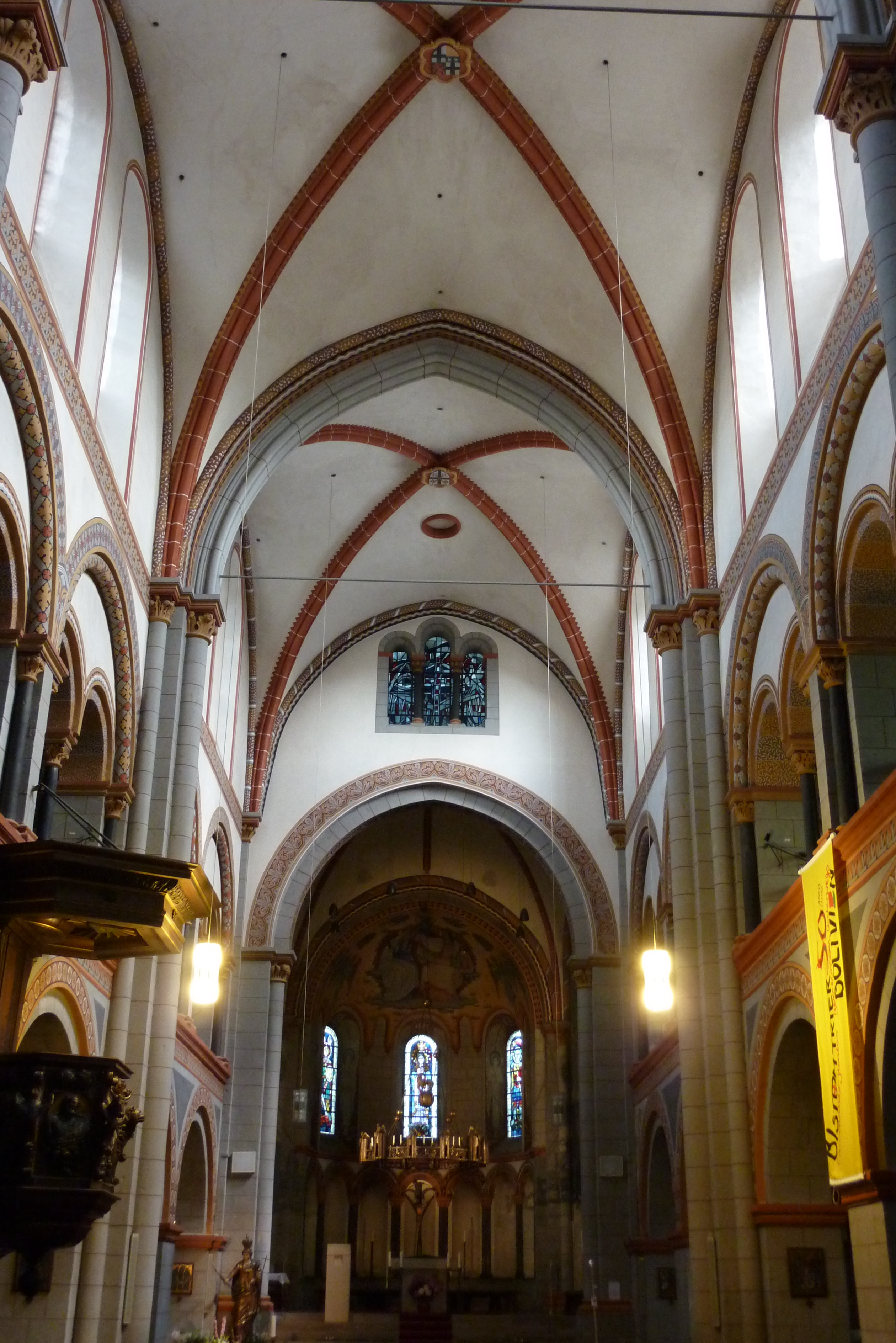
Middenschip
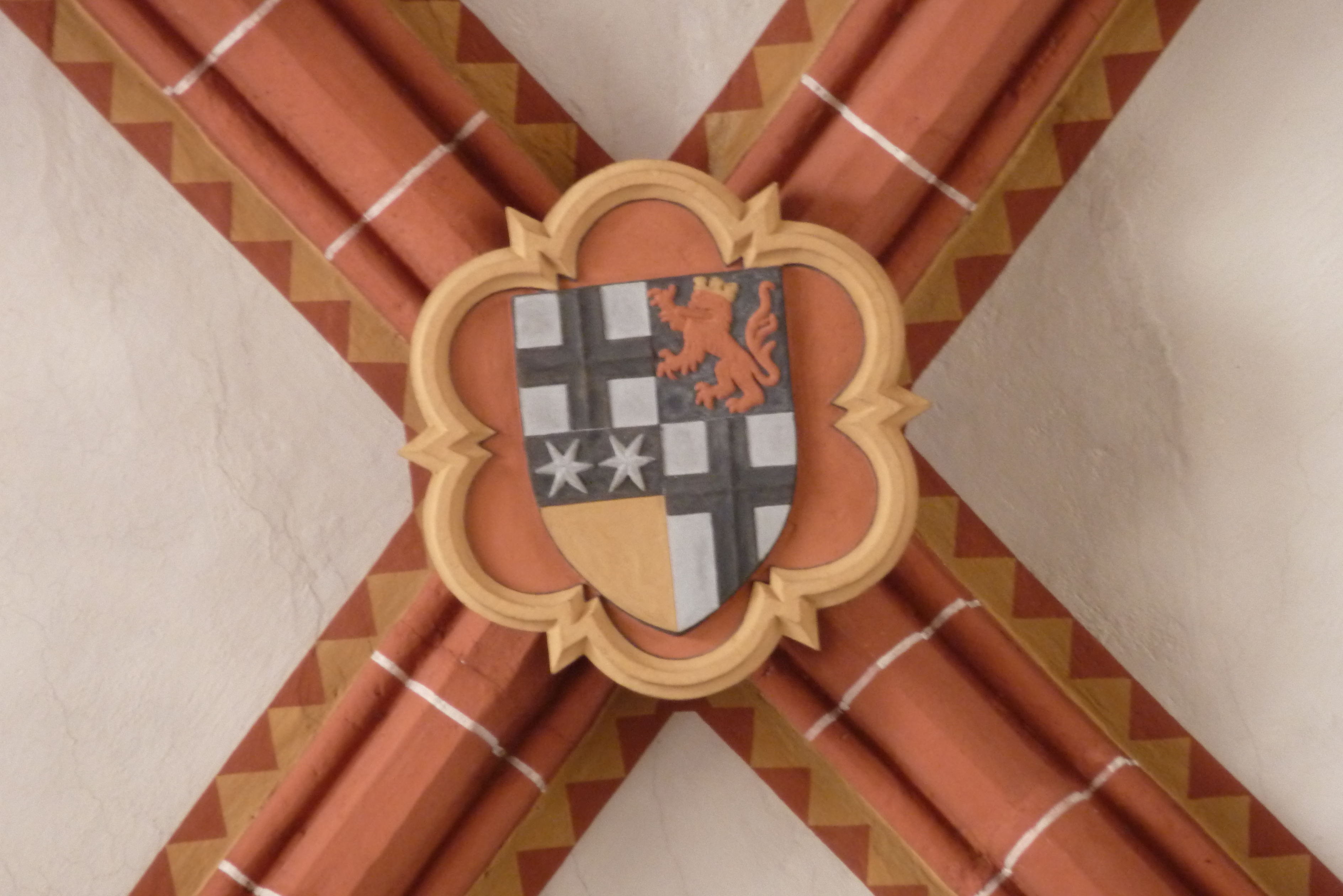
Sluitsteen
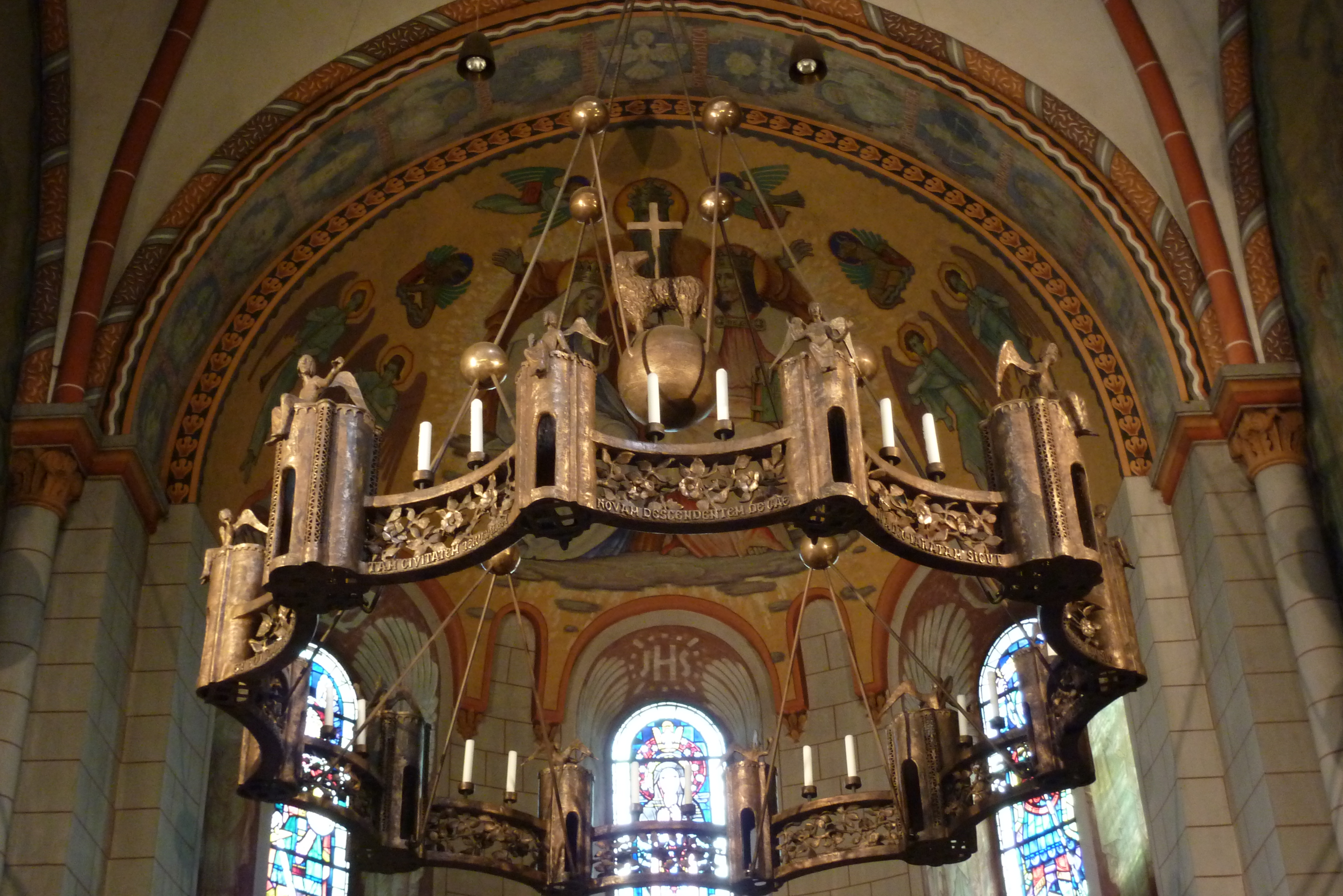
Kroonluchter
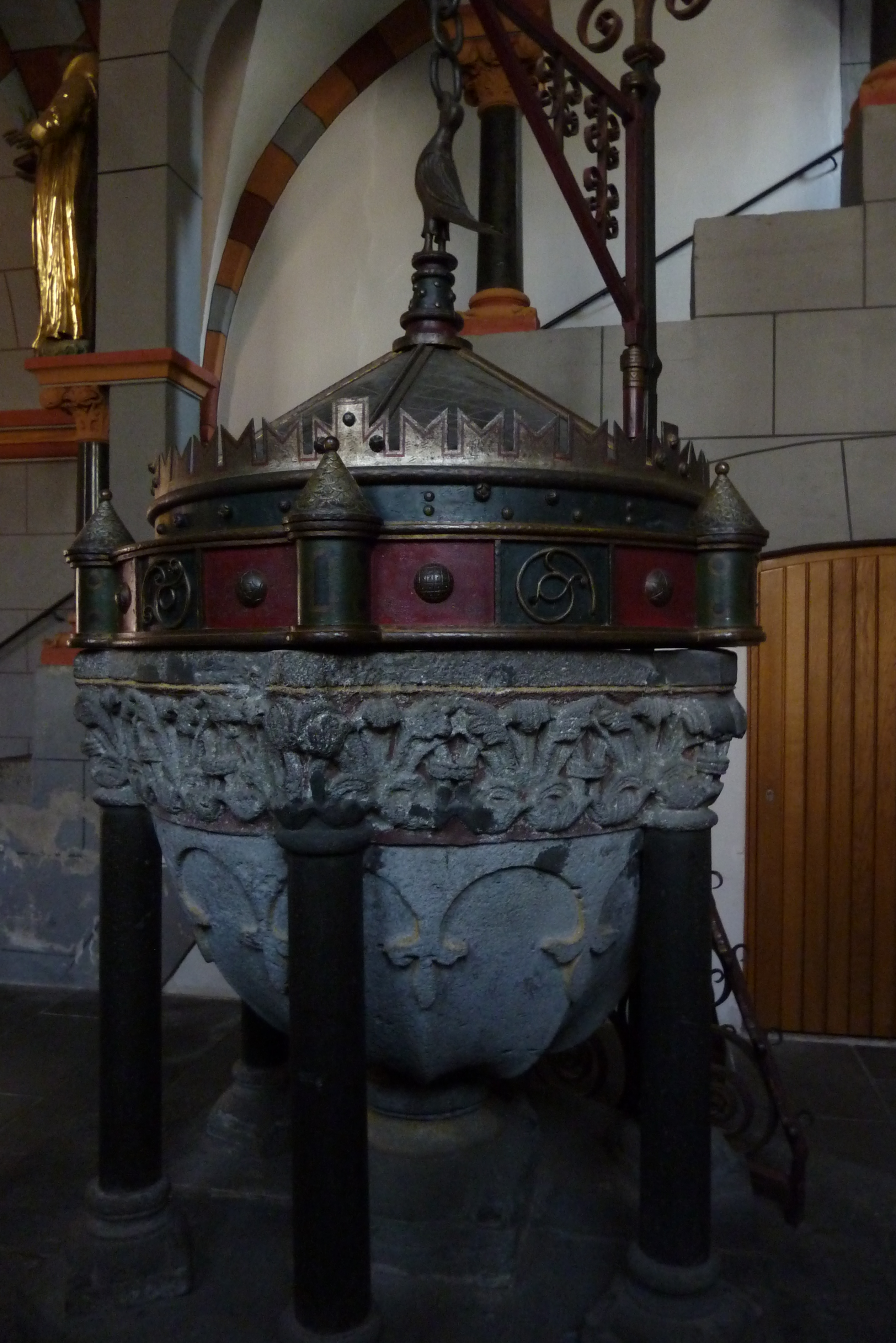
Doopvont
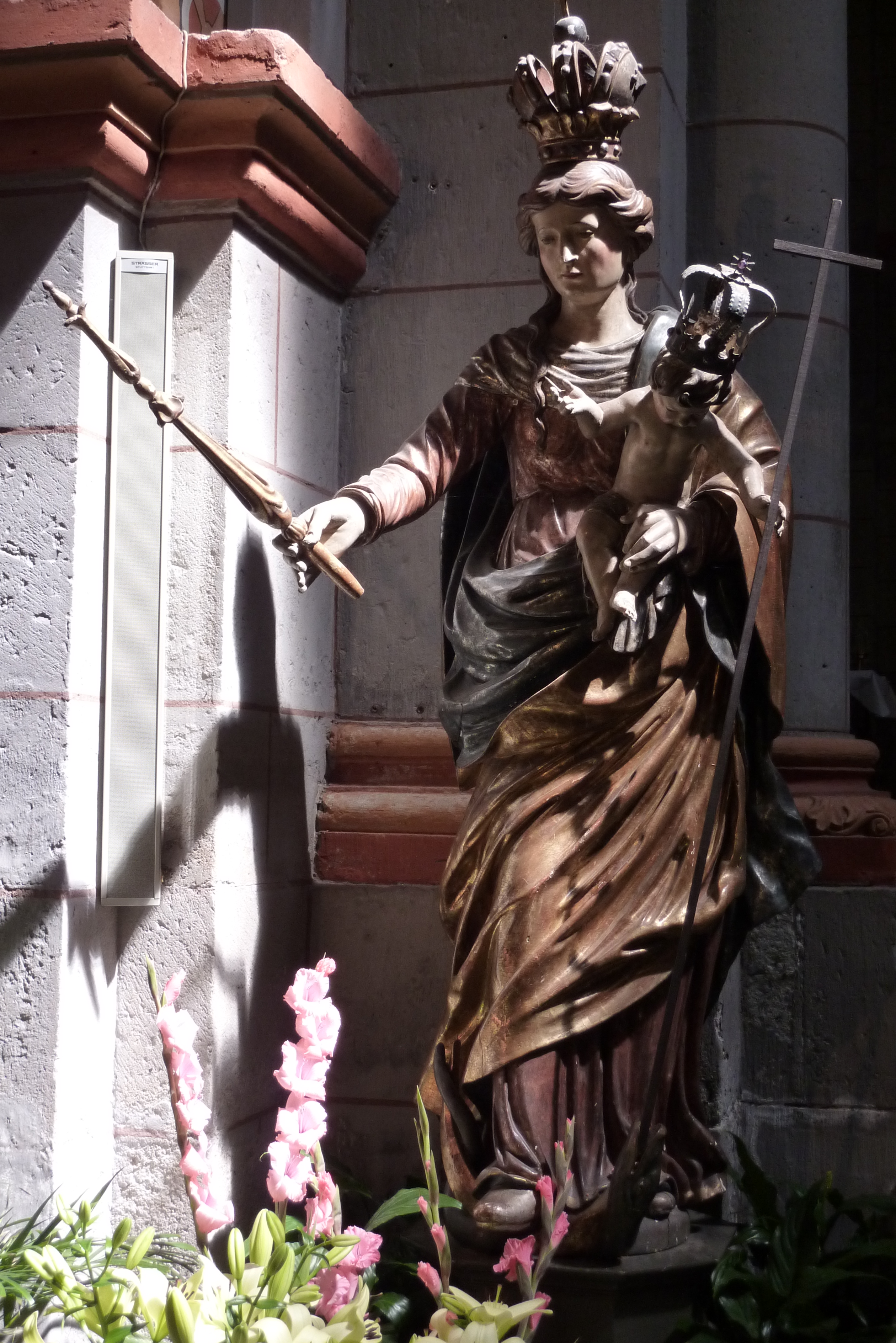
Beeld van de Moeder Gods met Kind
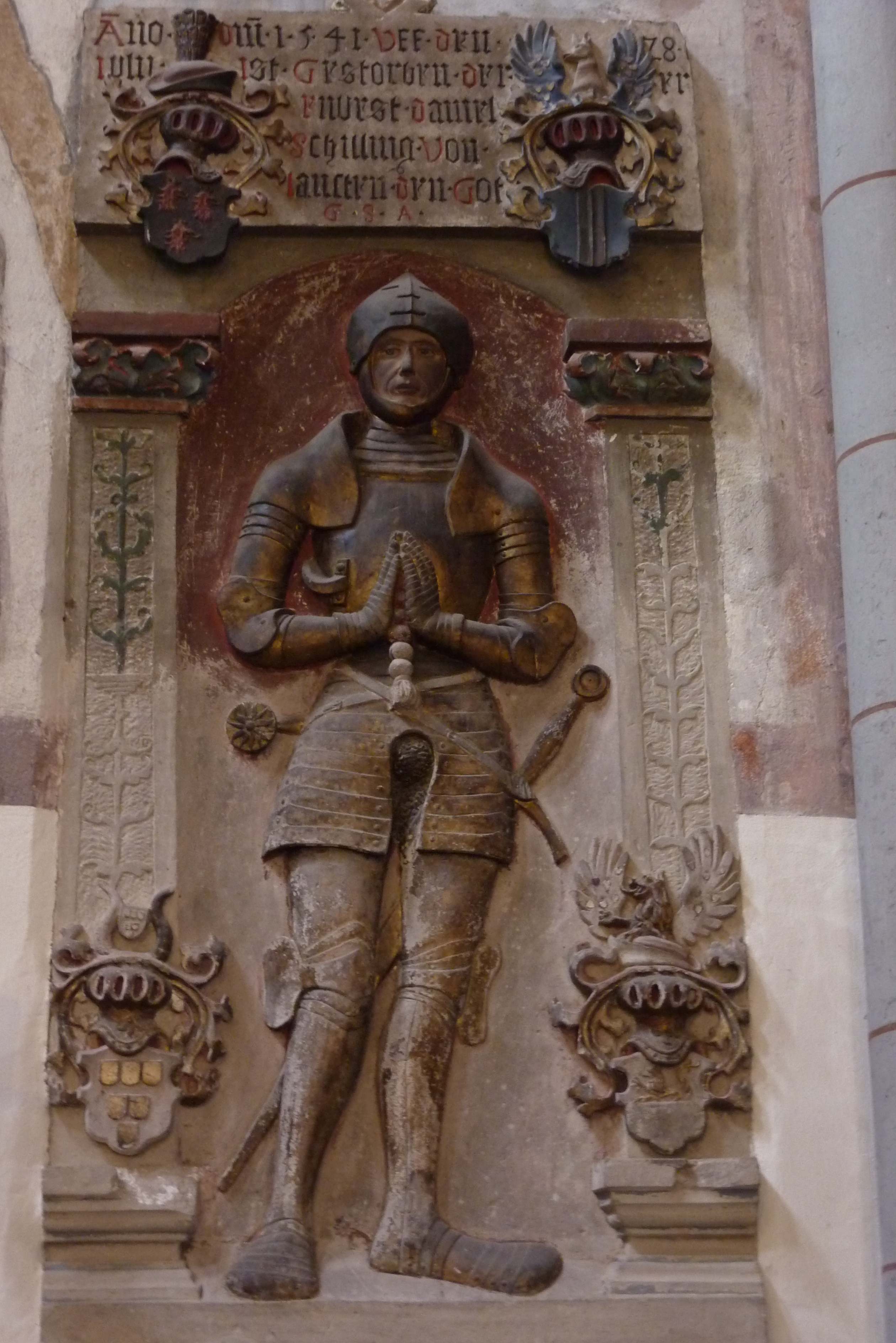
Epitaaf

## Klokken

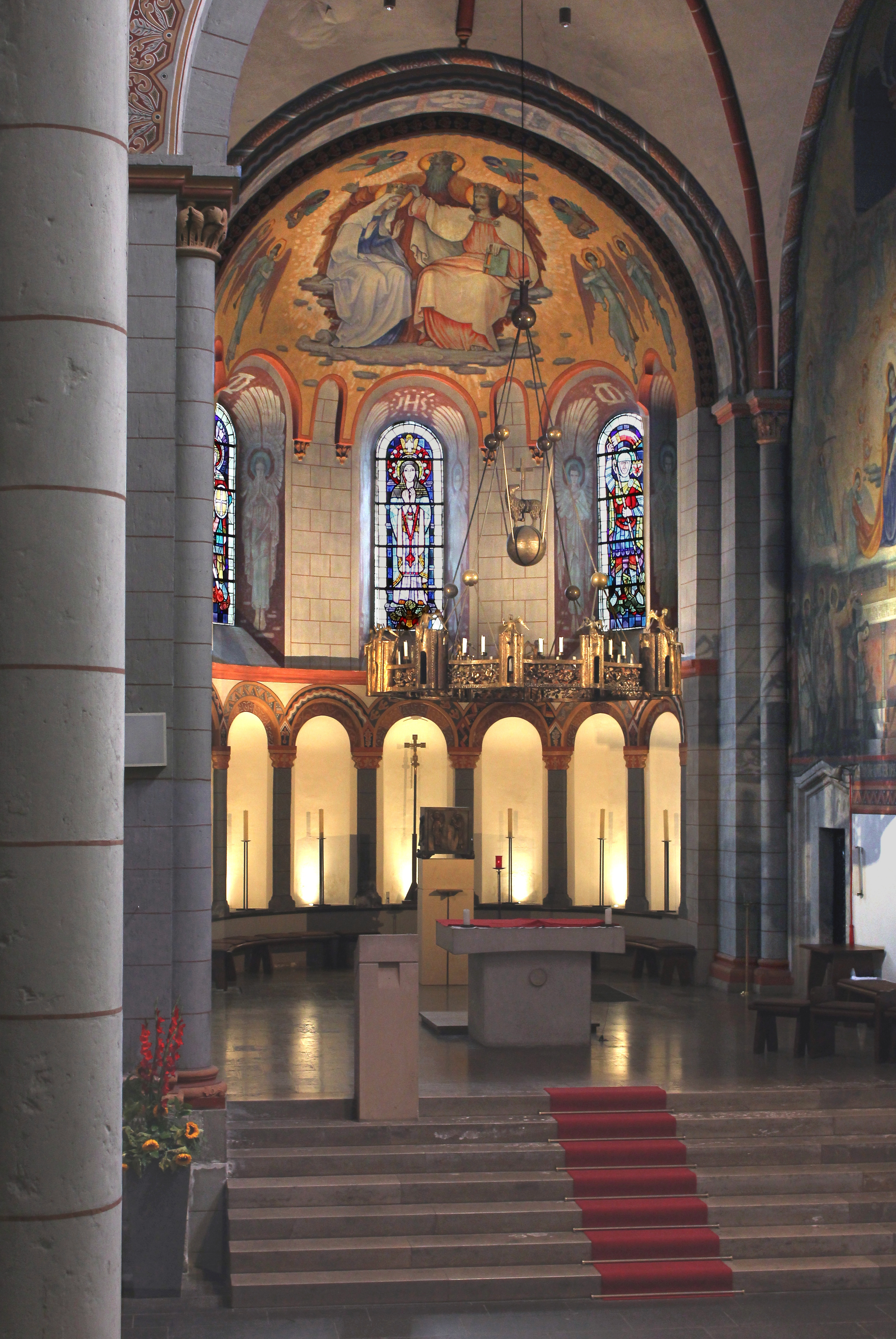
Chor

| Nr. | Naam/Wijding       | Gietjaar  | Gieter en plaats                                      | Doorsnee (mm) | Gewicht (kg) | Slagtoon (HT-1/16) |
| --- | ------------------ | --------- | ----------------------------------------------------- | ------------- | ------------ | ------------------ |
| 1   | –                  | 1639      | Antonius Paris & Claudius Lamiral, Aensberg/Bonn      | 1.454         | 1.850        | c1 +8              |
| 2   | –                  | rond 1300 | onbekend                                              | 1.311         | 1.610        | f1 +2              |
| 3   | Servatius          | 1356      | Klokkengieter Nicolaus, Basel                         | 1.322         | 1.950        | ges1 +7            |
| 4   | –                  | rond 1300 | onbekend, vermoedelijk dezelfde gieter als klok nr. 2 | 1.029         | 700          | as1 +13            |
| 5   | Johannes en Helena | 1999      | Eifeler Klokkengieterij Mark, Brockscheid             | 918           | 509          | b1 +7              |
| 6   | Drievuldigheid     | 1999      | Eifeler Klokkengieterij Mark, Brockscheid             | 771           | 336          | des2 +7            |
| 7   | Maria en Michael   | 1999      | Eifeler Klokkengieterij Mark, Brockscheid             | 702           | 255          | es2 +7             |